# José Ángel Ezcurra Carrillo

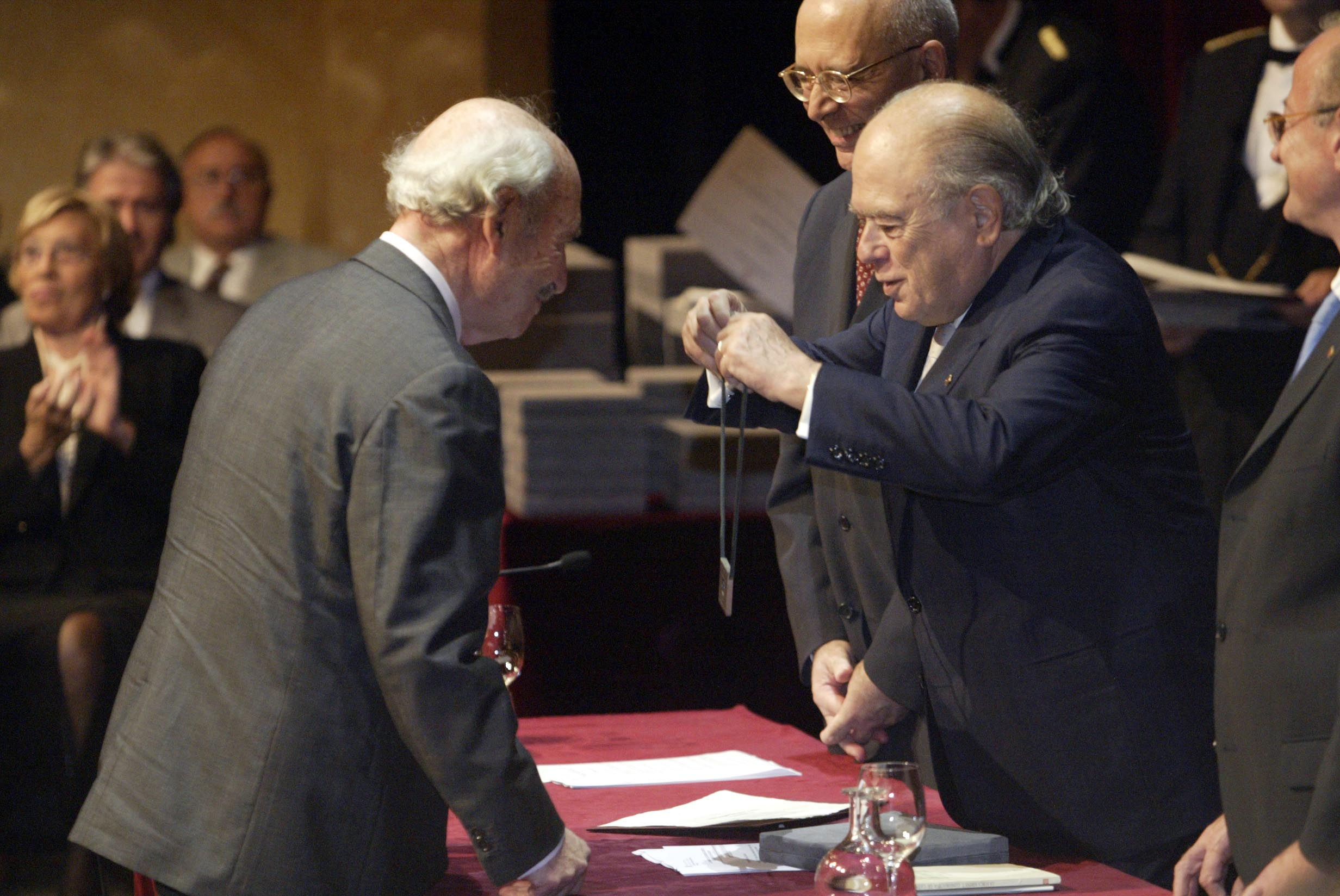
José Ángel Ezcurra rep la Creu de Sant Jordi de mans del President Pujol

José Ángel Ezcurra Carrillo (Oriola, Baix Segura, 3 de maig de 1921 - Madrid, 1 d'octubre de 2010) va ser un periodista i editor valencià, fundador de la revista Triunfo, que en els seixanta i setanta, va encarnar la cultura i les idees de l'esquerra d'Espanya i va ser un dels símbols de la resistència intel·lectual al franquisme.

## Biografia
Era fill d'Ángel Ezcurra Sánchez, que va ser president de l'Associació de la Premsa de València, i germà del també periodista de Televisió Espanyola, Luis Ezcurra. Traslladat amb la seva família a València dos anys més tard, va cursar 1r i 2n ensenyament (fins al quart curs) en el Col·legi de Sant Josep, on va compartir pupitre amb Luis García Berlanga, i va acabar el batxillerat en 1936 en l'Institut Blasco Ibáñez i company de becaris d'“El Búho”, teatre universitari dirigit per Max Aub.
Després de la guerra civil, en la qual no va intervenir per raó d'edat, vivint-la en Mallorca i en un Sant Sebastià al que els nacionals van batejar sansestabién i on va néixer la seva fraternal amistat amb Juan Antonio Bardem, va iniciar els seus estudis en la Facultat de Dret de la Universitat de València concordant-los amb l'inici de la seva activitat periodística com a crític de cinema en Las Provincias i corresponsal a València de La Vanguardia, formant part, també, de l'equip de programació de Radio Mediterraneo, emissora a la direcció de la qual va accedir en 1943, mesos abans de finalitzar la seva llicenciatura en Dret. En 1946 funda el setmanari Triunfo, dedicat gairebé exclusivament al cinema i al teatre.
El 1948, les dificultats de l'època per aconseguir la difusió nacional que pretenia van obligar a traslladar la revista a Madrid, on no va trigar a destacar pel seu desimbolt i innovador estil informatiu.
En 1949, es casa a València amb Ma Magdalena García Cervera. Van tenir tres fills José Angel, Juan Luis i Milena.
En 1952, el sotssecretari general del Moviment, Juan José Pradera, informat de l'èxit de Triunfo, va decidir incorporar la revista a la Premsa del Movimiento proposant-li-ho a Ezcurra qui, argumentant que els seus propòsits professionals pretenien altres horitzons per a la seva revista, va refusar cortesament l'oferiment. En 1955, a proposta de Juan Antonio Bardem i Muñoz Suay, Ezcurra es fa càrrec de l'edició i direcció d'Objetivo, revista que, amb el Cineclub Universitari de Salamanca, va convocar les Converses Nacionals Cinematogràfiques, esdeveniment fonamental en la història del cinema espanyol. Objetivo va ser suspesa pel poder polític uns mesos després.

## Triunfo com a revista d'informació general
En 1957 Ezcurra, a instàncies de José Monleón Bennácer, va fundar Primer Acto i, en desgreuge a la injusta suspensió d'Objectiu, funda en 1962, Nuestro Cine.
Com l'estabilització de la dècada de 1960 va afectar negativament a la feble estructura econòmica de les revistes de cinema i anàlogues, Ezcurra, contra corrent, va lluitar fins a realitzar el seu antic somni de convertir a Triunfo en setmanari d'informació general i iniciant així l'època en què la revista aconseguiria molt alt nivell professional i un profund reconeixement del món de la cultura. Va incorporar al planter de la revista a reconegudes signatures del periodisme com Eduardo Haro Tecglen, Manuel Vázquez Montalbán, Víctor Márquez Reviriego, Fernando Lara, Diego Galán, Santiago Roldán i José Luis García Delgado.
En 1971, Ezcurra, formant part del Jurat Internacional que atorgava a Niça el Premi Internacional de la Premsa, tasca que va compartir amb els directors de The Observer, Newsweek, Der Spiegel, Le Nouvel Observateur i L'Espresso, va aconseguir el Premi per La repressió nacionalista de Granada en 1936 i la mort de Federico García Lorca d'Ian Gibson, llibre editat en París per Ruedo Ibérico i, encara que prohibit a Espanya, presentat per Triunfo al certamen.
En 1972 va fundar Hermano Lobo i en 1974, Tiempo de Historia. En 1971 i 1975, Triunfo va rebre dues greus sancions acordades en Consell de Ministres que li suposaren sengles suspensions de quatre mesos i multes d'un quart de milió de pessetes. Suspesa la revista durant la mort de Franco, els indults que per als delictes de premsa acorda el primer govern de la monarquia (Manuel Fraga, José María de Areilza, Marcelino Oreja, etc.) no es concedeixen a Triunfo que és obligada a complir l'última greu sanció, per la qual cosa no reapareix fins a gener de 1976.
El successiu descens de la seva difusió va obligar el setmanari a convertir-se en mensual i, en 1982 Triunfo desapareix definitivament. Els dies 26 i 27 d'octubre de 1992, en commemoració del desè aniversari de la desaparició de Triunfo, Ezcurra impulsa la celebració d'unes jornades en la Casa de Velázquez de Madrid amb la participació de la major part dels membres de l'equip editorial de la revista.
En 1995, sota l'impuls i supervisió d'Ezcurra, es va publicar el llibre "Triunfo en su época", que va recollir totes les intervencions que van tenir lloc en aquestes jornades, amén d'una completa història de la revista, escrita pel mateix Ezcurra.
En 2003, la Generalitat de Catalunya, a proposta de Manuel Vázquez Montalbán i del catedràtic Carles Solà, li va concedir la Creu de Sant Jordi perquè excel·lí en el reconeixement del fet nacional català i la difusió, en el conjunt de l'Estat, de les expressions avançades de la nostra cultura.
En 2006, José Ángel Ezcurra va donar a la Biblioteca Publica de l'Estat a la seva ciutat natal d'Oriola la seva biblioteca personal, així com les col·leccions completes de les revistes Triunfo, Hermano Lobo, Tiempo de Historia, Primer Acto i Nuestro Cine i l'arxiu gràfic de Triunfo. En agraïment, la Biblioteca d'Oriola va atorgar el nom de "Sala d'Investigadors 'José Ángel Ezcurra'" a una de les seves dependències. En 2007 s'sefectuà l'acte oficial de posada a disposició del públic d'aquesta donació.
En 2006, fruit de la col·laboració, impulsada per Ezcurra, entre la Universitat de Salamanca i Edicions Plèiades, es culmina la digitalització de Triunfo (anys 1962 a 1982), així com les de les col·leccions completes de Hermano Lobo i Tiempo de Historia.
En 2009, l'Associació de la Premsa de Madrid li concedeix el Premi Miguel Moya.